# Рутенско войводство
Рутенското (Руското) войводство (на полски: Województwo ruskie, на латински: Palatinatus Russiae) е административно-териториална единица в състава на Полското кралство и Жечпосполита. Административен център е град Лвув.
Войводството е организирано в началото на XV век. Обхваща земи от историко-географската област Червена Рус. Административно е поделено на пет земи – Лвовска, Пшемишълска, Халичка, Саношка и Хелмска. В Сейма на Жечпосполита е представено от десет сенатори и петнадесет депутати.
При първата подялба на Жечпосполита (1772) голяма част от територията на войводството е анексирана от Хабсбургската държава (с изключение на Хелмската земя). При третата подялба (1795) Хелмската земя е разделена между Руската империя и Кралство Прусия.